# Teraschema menalcas
Teraschema menalcas là một loài bọ cánh cứng trong họ Cerambycidae.